# Centaurée rude
Centaurea aspera
Espèce
La Centaurée rude (Centaurea aspera) est une espèce de plantes à fleurs de la famille des Asteraceae.

## Description
Ce sont des plantes herbacées vivaces méditerranéennes.
La plante est basse et ramifiée, à tige duveteuse.
Les feuilles sont étroites à lobes terminés en pointe épineuse ou non, les feuilles supérieures étant souvent non lobées.
Les capitules sont formés de fleurs pourpres tubulées, les fleurs périphériques plus largement ouvertes que celles du centre. Les bractées de l'involucre ont un appendice terminé par trois/cinq (et même plus) petites épines, celle du milieu plus longue que les autres. Les feuilles comme les bractées sont très variables.
Le fruit est un akène blanchâtre finement pubescent, surmonté d’un pappus à soies blanches, très courtes.

## Caractéristiques
Organes reproducteurs

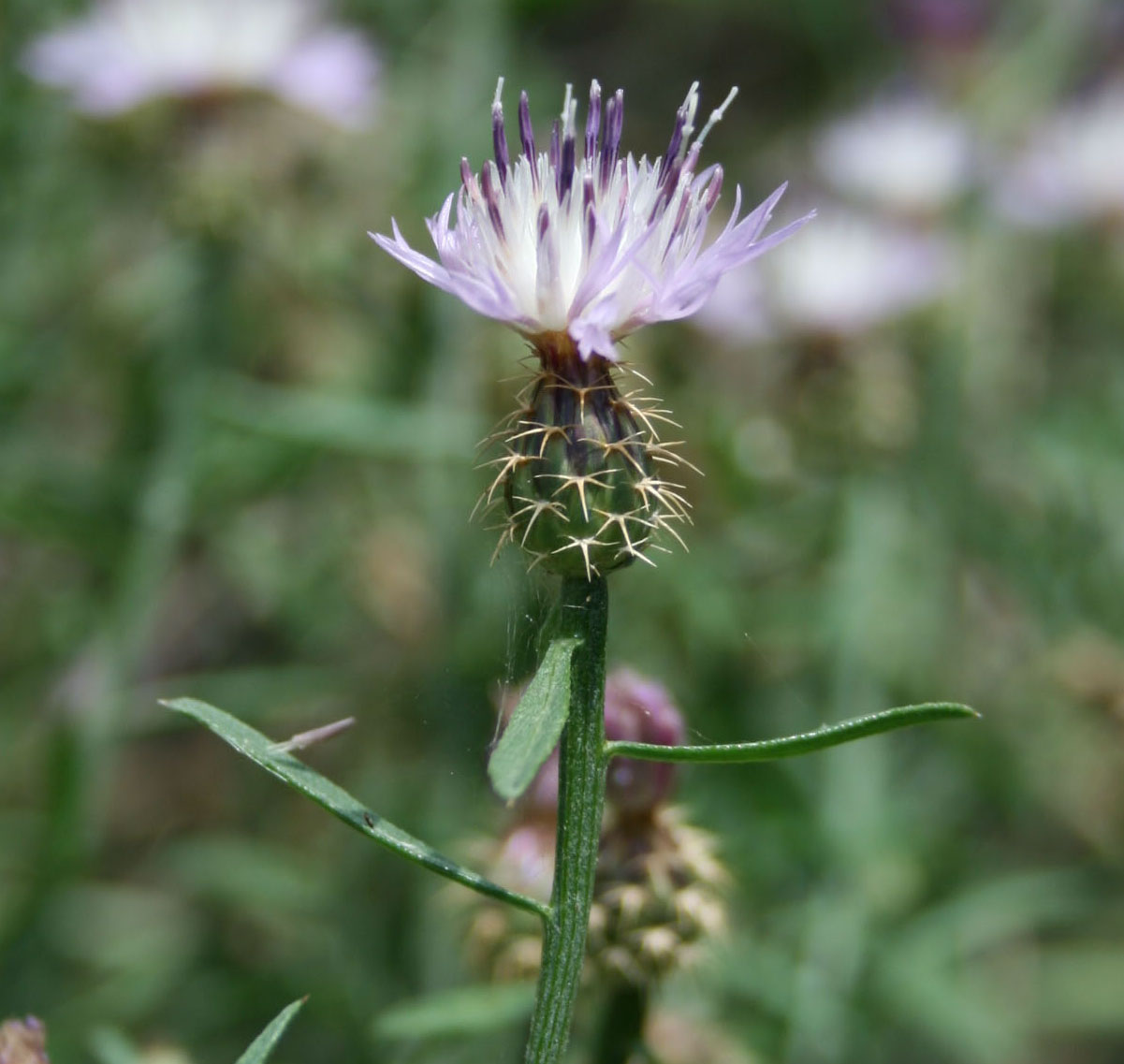
Centaurea aspera à Nice dans les Alpes-maritimes.

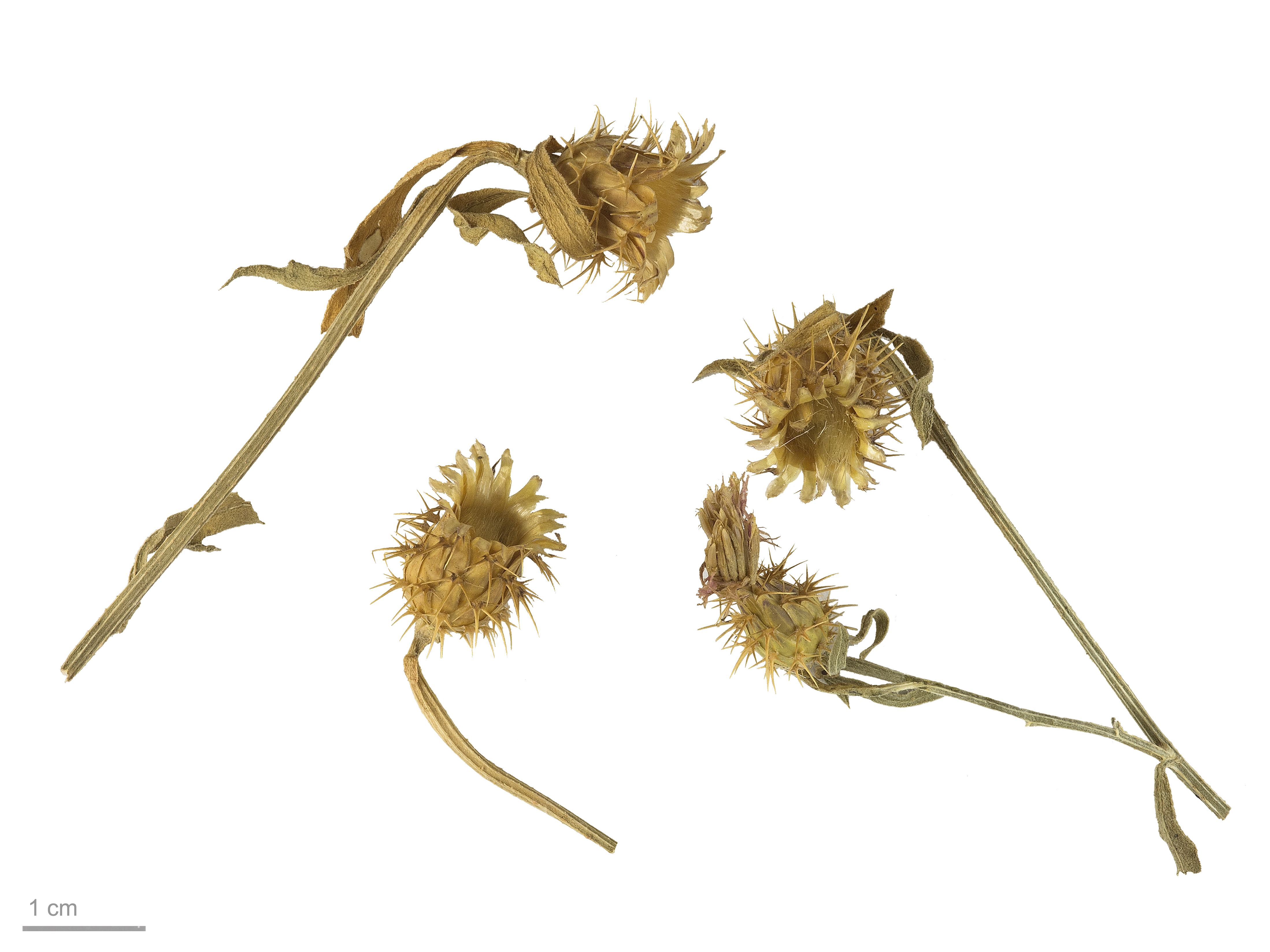
Centaurea aspera au Muséum de Toulouse.

La floraison a lieu de mai à octobre.
- Type d'inflorescence : capitules solitaires
- Répartition des sexes : hermaphrodite
- Type de pollinisation : entomogame, autogame

Graine
- Type de fruit : akène (avec pappus écailleux court et élaïosome).
- Mode de dissémination : barochore et zoocor (Myrmécochorie ou zoochorie à élaïosome).

Habitat et répartition
- Habitat type : voir sous-espèces
- Aire de répartition : méditerranéen-atlantique ou méditerranéen. Introduite ailleurs, par exemple aux États-Unis[2]

## Sous-espèces
- Centaurea aspera L. subsp. aspera, des pelouses basophiles mésoméditerranéennes, mésoxérophiles à mésohydriques
- Centaurea aspera L. subsp. pseudosphaerocephala (Shuttlew. ex Rouy) Gugler, des friches vivaces xérophiles, méditerranéennes

Données d'après: Julve, Ph., 1998 ff. - Baseflor. Index botanique, écologique et chorologique de la flore de France. Version : 23 avril 2004. 
Sous-espèces selon The Plant List (9 juin 2014) :
- Centaurea aspera subsp. gentilii (Braun-Blanq. & Maire) Dobignard
- Centaurea aspera subsp. pseudosphaerocephala (Shuttlew. ex Rouy) Gugler
- Centaurea aspera subsp. scorpiurifolia (Dufour) Nyman
- Centaurea aspera subsp. stenophylla (Dufour) Nyman

## Synonymes
- Alophium tenuifolium Cass. F.Cuvier
- Calcitrapa heterophylla Moench
- Calcitrapoides heterophylla Holub
- Centaurea alophium DC.
- Centaurea auriculata Pers.
- Centaurea heterophylla Willd.
- Centaurea isnardii L.
- Centaurea praetermissa Martrin-Donos
- Centaurea scorpiurifolia Dufour
- Centaurea stenophylla Dufour